# Óriás galacsinhajtó
Az óriás galacsinhajtó (Scarabeus typhon) az ízeltlábúak (Arthropoda) törzsébe azon belül a rovarok (Insecta) osztályába, a bogarak (Coleoptera) rendjébe, a mindenevő bogarak (Polyphaga) alrendjébe, a lemezescsápúak (Scarabaeidae) családjába, a ganajtúrók (Scarabaeinae) alcsaládjába és a Scarabeus nemzetségébe tartozik. A ganajtúrók legnagyobb faja Magyarországon.

## Elterjedése
A Balkán-félszigettől északra, vagyis a Mediterráneum északkeleti felén él. Magyarországon főként az Alföldön, a Duna–Tisza köze gyéren füves, homokos területein fordul elő.

## Leírás
Mélyfekete színezetű, erős kitinpáncélú bogár. Mérete a 20–30 mm-t érheti el. Elülső görbült lábai ásólábak. Fején félkörívben hat darab előrenyúló foga van.

## Táplálkozás
Utódai kizárólag juhtrágyából készült galacsinokat esznek, ám maga a kifejlett állat más emlősök trágyájából is szívesen táplálkozik. 30–40 mm átmérőjű galacsinokat alkot, hátsó lábaival hengerré alakított trágyadarabkákból, melyeket föld alatti üregében fogyaszt el.

## Életmód
Fészkét a hím június második felében ássa meg, amelyet a nőstény galacsinokkal tölt tele. A galacsinok nem csupán a felnőtt állatnak szolgálnak táplálékul, hanem a peték kifejlődésének is a színterei. Alkonyatkor válnak aktívakká, kitartó repülők.